# Плесси Грей, Франсин дю
Франси́н дю Плесси́ Грей (фр. Francine du Plessix Gray, урождённая дю Плесси; 25 сентября 1930, Варшава, Польская Республика — 13 января 2019, Манхэттен, Нью-Йорк, США) — американская писательница и литературный критик; биограф, мемуарист. Дочь Татьяны Яковлевой, падчерица Александра Либермана, о которых написала мемуарную книгу «Они» (2005). Автор биографий маркиза де Сада, Симоны Вейль, мадам де Сталь.

## Биография
Франсин дю Плесси родилась 25 сентября 1930 года в Варшаве в семье французского дипломата Бертрана дю Плесси (1902—1940) и русской эмигрантки Татьяны Яковлевой (1906—1991).
Выходу Татьяны Яковлевой замуж за дю Плесси предшествовал роман с Владимиром Маяковским и посвящённые ей два любовных стихотворения поэта. Впоследствии, после смерти дю Плесси, Яковлева никогда не скрывала, что вышла за него замуж не по любви.
Настоящим отцом для Франсин стал Александр Либерман. После начавшегося романа Либермана и матери она почувствовала со стороны Александра настоящую заботу о них обеих. Либерман следил за её учёбой и поддерживал её интерес к истории и искусству. То, что новая семья вырвалась из оккупированного Парижа, было верхом его заботливости и находчивости.
После бегства Либермана и Яковлевой в США их жизнь в Нью-Йорке была полностью подчинена профессиональной и светской карьере; на дочь у них не оставалось времени. Франсин подолгу жила у родных и друзей. Заботиться о ней полагалось домработницам, при этом она оставалась без завтраков и часто без обедов. В одиннадцатилетнем возрасте у неё, дочери состоятельных родителей, были диагностированы анемия, авитаминоз и общее истощение. В отношении дочери к родителям переплеталось восхищение их успехами и светским блеском и одновременно обида и горечь за невнимание к ней.
Ну, ты же знаешь, дарлинг, — говорила мать, собираясь на очередной приём, на премьеру, на вернисаж, в гости, словом, туда, куда детей не берут, — ты же знаешь, что всё это абсолютно необходимо для нашей карьеры.
Доверие между дочерью и матерью было потеряно после того, как Татьяна год скрывала от Франсин смерть её отца, Бертрана дю Плесси:
В тяжёлом и по-настоящему важном разговоре, одном-единственном, который я помню, мать сказала мне, что не знала, как, в каких словах открыть правду. Но меня это не убедило. С тех пор она навсегда потеряла мое доверие. И до конца её жизни (а она прожила ещё полвека) у нас не было ни одного душевного движения. Мы кружили вокруг друг друга, как две львицы. Иногда могли потереться и приласкаться — как бы обозначая близость, но на самом деле её не было. С ней я всегда надевала маску молчания.
Отчуждённость между собой и родителями при видимых хороших отношениях она пронесла через всю жизнь и кратко и наиболее ёмко выразила его в названии своей мемуарной книги о родителях, изданной после смерти обоих: «Они».
Я была в вечном сомнении: взбунтоваться против матери или соперничать с ней. Я прикрывала трещину между нами сияющей приветливостью. Я улыбалась, танцевала с гостями, вела милые застольные разговоры. Совсем как в песенке из «Пиноккио»: «Сверкай, сверкай, маленькая звёздочка». Меня осыпали комплиментами, мать сияла от гордости, а все страхи и печали я прятала в сердце, как в пещере, ключ от которой был у меня одной. Иногда я делилась заветным с чужими людьми, и они одаривали меня той теплотой, которой я была лишена дома.
В 1957 году вышла замуж за американского художника Клива Грея (1918—2004). В браке было двое сыновей — Таддеус Айвз Грей и Люк Александр Грей.